# All Your Fault: Pt. 2
All Your Fault: Pt. 2 è il terzo EP della cantante statunitense Bebe Rexha, pubblicato l'11 agosto 2017 dalla Warner Bros. Records.

## Promozione
Il 19 maggio 2017 è stato pubblicato The Way I Are (Dance with Somebody) in collaborazione con Lil Wayne come primo singolo di All Your Fault: Pt. 2. Il 12 giugno, Rexha ha eseguito la canzone alla conferenza stampa di Ubisoft E3, prima di annunciare Just Dance 2018, in cui è presente la canzone.
Il primo e unico singolo promozionale dell'EP, That's It, che presenta i featuring di Gucci Mane e 2 Chainz, è stato pubblicato il 4 agosto, una settimana prima della pubblicazione dell'intero extended play.
A sostegno dell'EP e dell'album in studio di debutto del cantante e compositore statunitense Marc E. Bassy, Rexha aveva programmato un tour come co-headliner negli Stati Uniti, il Bebe & Bassy Tour, nell'ottobre 2017. Il tour è stato di breve durata a causa di un'infezione che ha posto Rexha ad un rigoroso riposo vocale, con Marc E. Bassy che ha infine conseguentemente deciso di avere il proprio tour americano da solista nel marzo 2018.
Inizialmente il secondo singolo estratto da All Your Fault: Pt. 2 avrebbe dovuto essere (Not) The One, che ha anche raggiunto la posizione numero 5 della classifica svedese Veckolista Heatseekers, un completamento della Top 40 dei singoli più venduti e riprodotti settimanalmente, tuttavia il brano è stato scartato a favore di Meant to Be.

## Tracce
1. That's It (feat. Gucci Mane & 2 Chainz) – 3:27 (Bleta Rexha, Theron Thomas, Tauheed Epps, Radric Delantic Davis)
2. I Got Time – 3:50 (Bleta Rexha, Theron Thomas)
3. The Way I Are (Dance with Somebody) (feat. Lil Wayne) – 3:07 (Bleta Rexha, Joel Little, Jonas Jeberg, Clarence Coffee Jr., Jacob Kasher, Dwayne Carter, George Merrill, Shannon Rubicam)
4. (Not) The One – 3:01 (Bleta Rexha, Jesper Borgen, Sara Hjellström)
5. Comfortable (feat. Kranium) – 3:24 (Bleta Rexha, Kemar Donaldson, Alexandra Tamposi, Andrew Wotman)
6. Meant to Be (feat. Florida Georgia Line) – 2:43 (Bleta Rexha, Tyler Hubbard, Josh Miller, David Garcia)